# Gallinago undulata
Gallinago undulata е вид птица от семейство Бекасови (Scolopacidae).

## Разпространение
Видът е разпространен в Боливия, Бразилия, Венецуела, Гвиана, Колумбия, Парагвай, Суринам и Френска Гвиана.